# Iwan Maksymowycz
Iwan Pawłowycz Maksymowycz, ukr. Іван Павлович Максимович, niem. Johann Maxymowicz (ur. 1864 w Serecie, zm. 4 maja 1931 w Czerniowcach) – ukraiński pułkownik.

## Życiorys
Był narodowości ukraińskiej. Wstąpił do służby w C. K. Armii. Początkowo był żołnierzem 89 pułku piechoty. W korpusie piechoty został mianowany kadetem z dniem 1 września 1883, następnie awansowany na stopień podporucznika z dniem 1 maja 1887, porucznika z dniem 1 listopada 1890, kapitana 2 klasy z dniem 1 listopada 1898, kapitana 1 klasy z dniem 1 listopada 1898, majora z dniem 1 listopada 1910. Od około 1883 przez wiele lat służył w 80 pułku piechoty we Lwowie, w tym jako kadet około 1886-1887 był zastępcą oficera, potem służył jako oficer, około 1889/1890 był adiutantem batalionu, a potem pozostawał w jednostce przez kolejne lata do około 1911.
Następnie został przeniesiony do 41 Bukowińskiego pułku piechoty w Czerniowcach, gdzie od około 1911 był komendantem 1 batalionu, od około 1912 komendantem kadry batalionu zapasowego, od około 1913/1914 ponownie komendantem 1 batalionu. Awansowany na podpułkownika piechoty z dniem 1 maja 1914. Po wybuchu I wojny światowej w 1914 nadal pozostawał oficerem 41 pułku. Awansowany na stopień pułkownika piechoty z dniem 1 maja 1916 i z 13 lokatą. W maju 1916 został przeniesiony z 41 p.p. do 57 pułku piechoty, w którym pozostawał do 1917. W listopadzie 1917 został przeniesiony w stan spoczynku.
U kresu wojny pełnił funkcję komendanta austriackiej załogi wojskowej, stacjonującej w Sanoku. W tym czasie w miejscowych koszarach (przed wojną zajmowanych przez 45 pułk piechoty) stacjonował 54 pułk piechoty. W tym czasie przyjaźnie nastawieni wobec sprawy polskiej czescy wojskowi z pułku utworzyli rewolucyjny Komitet Żołnierski (na czele którego stanął por. Viktor Nopp-Rudolf, który był patriotycznie usposobiony i szczególnie oddany dla sprawy polskiej). Zamiarem Komitetu było wypowiedzenie posłuszeństwa komendzie pułku oraz powrót do Czech. W dniu 1 listopada 1918 do koszar udała się skierowana rankiem tego dnia przez sanocką Radę Miejską delegacja z żądaniem wobec płk. Maksymowicza rozbrojenia załogi wojskowej i oddania władzy Polakom. W składzie delegacji byli: burmistrz Sanoka dr Paweł Biedka, były burmistrz Feliks Giela, adwokaci dr Wojciech Ślączka, dr Adolf Bendel i dr Jonasz Spiegel, działacze sokoli Adam Pytel i Marian Szajna, Michał Słuszkiewicz, lekarz dr Karol Zaleski, H. Sobol, Tomasz Rozum, Michał Guzik oraz wojskowi kpt. Antoni Kurka, kpt. Franciszek Stok, kpt. Eugeniusz Hoffman, nadpor. Viktor Nopp-Rudolf (czeski oficer 54 pułku). Pułkownik Maksymowycz wyraził opór, jednak mimo tego ostatecznie uległ (także wskutek presji czeskich żołnierzy pojawiających się w gabinecie komendanta) i Polacy kontynuowali przejmowani władzę w mieście i powiecie. Podczas spotkania presję na pułkownika wywarli także czescy żołnierze 54 pułku, którzy stanęli po stronie polskiej. W tym samym dniu Maksymowycz został, początkowo odprowadzony do swojej kwatery przez dwóch żołnierzy czeskich i dwóch polskich z POW), a potem w asyście dwóch oficerów wywieziony do Krakowa. Według ówczesnej relacji prasowej płk Maksymowicz miał planowo 1 listopada 1918 oddać załogę wojskową w ręce ukraińskie.
Potem był pułkownikiem Ukraińskiej Armii Halickiej. W drugiej połowie 1919 został inspektorem w UAH. W kwietniu 1920 został internowany przez siły polskie, po czym przydzielony do brygady rezerwowej 5 Chersońskiej Dywizji Strzelców. W sierpniu 1920 porzucił podległość w Armii Czynnej Ukraińskiej Republiki Ludowej, przeszedł na zachodnią stronę Karpat i był internowany w Libercu. Był inicjatorem i przewodniczącym Amerykańskiego Komitetu Pomocy Czerwonego Krzyża.
Zamieszkiwał w Czerniowcach, gdzie zmarł 4 maja 1931.

## Odznaczenia
- Order Korony Żelaznej 3 klasy z dekoracją wojenną (1915)[30][44]
- Krzyż Zasługi Wojskowej 3 klasy z dekoracją wojenną (1916)[33][45]
- Krzyż Zasługi Wojskowej 3 klasy (przed 1909)[22][30][46]
- Brązowy Medal Zasługi Wojskowej (przed 1904)[18]
- Odznaka za Służbę Wojskową 3 klasy (przed 1908)[20]
- Odznaka za Służbę Wojskową 2 klasy (przed 1917)[33]
- Brązowy Medal Jubileuszowy Pamiątkowy dla Sił Zbrojnych i Żandarmerii (przed 1900)[16]
- Krzyż Jubileuszowy Wojskowy (przed 1909)[21]
- Medal Pamiątkowy Bośniacko-Hercegowiński (przed 1910)[22]
- Krzyż Pamiątkowy Mobilizacji 1912–1913 (przed 1914)[27]